# Ogbe Challenger 1988
L'Ogbe Challenger 1988 è stato un torneo di tennis facente parte della categoria ATP Challenger Series nell'ambito dell'ATP Challenger Series 1988. Il torneo si è giocato a Ogbe in Nigeria dal 28 novembre al 4 dicembre 1988 su campi in cemento.

## Vincitori

### Singolare
Jean-Philippe Fleurian ha battuto in finale  Nduka Odizor con il punteggio di 6–3, 6–3

### Doppio
Jean-Philippe Fleurian /  Nduka Odizor hanno battuto in finale  Frank Rieker /  John Schmitt con il punteggio di 6–4, 6–2